# Осипов, Олег Петрович
Оле́г Петро́вич О́сипов (29 мая 1933, Ленинград — 15 августа 1997, Санкт-Петербург) — русский поэт.
Работал дворником, грузчиком, трудился в золотоискательской партии. Эпизодически публиковался в советских журналах («Урал», «Нева»). С 1990 года стихи Осипова стали чаще появляться в газетах и журналах Санкт-Петербурга, вышли пять книг стихов.
Основная часть творческого наследия Осипова — верлибрические миниатюры, представляющие собой бытовые зарисовки с психологическим или экзистенциальным подтекстом; поэзия Осипова примыкает к линии психологического реализма малых форм, ведущим представителем которой был Арво Метс.
ПРОДАВЩИЦА

Девушка

из отдела «Поэзия»

без очереди

втиснулась в автобус.

Позади

восемь часов

вежливости.

## Книги
- Капли. — Л.: Советский писатель, 1990.
- Миниатюры. — СПб., 1994.
- Дорога. — СПб., 1995.
- Шаги. — СПб., 1996.
- Капли. — СПб.: Геликон Плюс, 1997 (посмертное Избранное).